# Gaston Arman de Caillavet
Pour les articles homonymes, voir Arman (homonymie) et Caillavet.
Mathurin Cyprien Auguste Gaston Arman Caillavet, dit Arman de Caillavet, est un auteur dramatique français né le 13 mars 1869 à Paris (16e arrondissement) et mort le 13 janvier 1915 à Saint-Médard-d'Excideuil.

## Biographie
Fils d'Albert Arman et de son épouse, née Léontine Lippmann, l'égérie d'Anatole France, et petit-fils de Lucien Arman, il épouse en avril 1893 Jeanne Pouquet (en présence d'Anatole France).
Ils ont une fille, Simone de Caillavet (1894-1969), qui se mariera en 1920 avec un diplomate roumain, Gheorghe Stoicescu, puis en secondes noces en 1926 avec l'écrivain André Maurois, entre autres biographe de Proust.
De 1901 à 1915, il collabore avec Robert de Flers pour de nombreuses opérettes ou comédies de boulevard légères et spirituelles, dont beaucoup connurent un grand succès.
Marcel Proust, dont il était proche, emprunte certains de ses traits de caractère et des faits de sa vie, pour son personnage de Robert de Saint-Loup de La Recherche. Il fait sa connaissance à la fin de son service militaire en 1889 et Proust croit tomber amoureux de la fiancée de Gaston, Jeanne Pouquet, dont il s'inspire pour le personnage de Gilberte de La Recherche. Gaston se marie avec Jeanne Pouquet le 10 avril 1893 à la mairie du 8e arrondissement. Proust refusera d'être garçon d'honneur. Anatole France et Madame Arman accompagnèrent les jeunes époux pendant leur voyage de noces en Italie. Proust leur rendit visite des années plus tard dans leur appartement du 40 boulevard de Courcelles à Paris 17e et s'intéressa à leur petite fille Simone, rêvant à la destinée d'une fille de Saint-Loup et de Gilberte.

Un décret du 19 juin 1893 l'autorise (lui et ses parents) à ajouter à son nom patronymique, Arman, celui de sa grand-mère paternelle, Caillavet. Puis, le nom fut augmenté de la particule (à laquelle pourtant il n'avait aucun droit légal).
Gaston Arman de Caillavet meurt le 13 janvier 1915 dans son château d'Essendieras, en Dordogne, d'une maladie qu'il avait contractée pendant l'été 1914.
Sa famille et Proust en furent accablés. Jeanne Arman de Caillavet rendit visite à l'écrivain au 102 boulevard Haussmann en voiles de deuil et Proust ne pouvait retenir ses larmes : « Marcel, je vous fais beaucoup de peine, laissez-moi partir ! » s’écria-t-elle à la fin. Jeanne se remaria plus tard avec son cousin, Maurice Pouquet.
Il avait été nommé chevalier de la Légion d’honneur en 1907, puis élevé au rang d'officier en 1914.

## Hommage
Une rue de Paris a été baptisée de son nom en 1973 dans le quartier de Beaugrenelle (75015).

## Œuvres

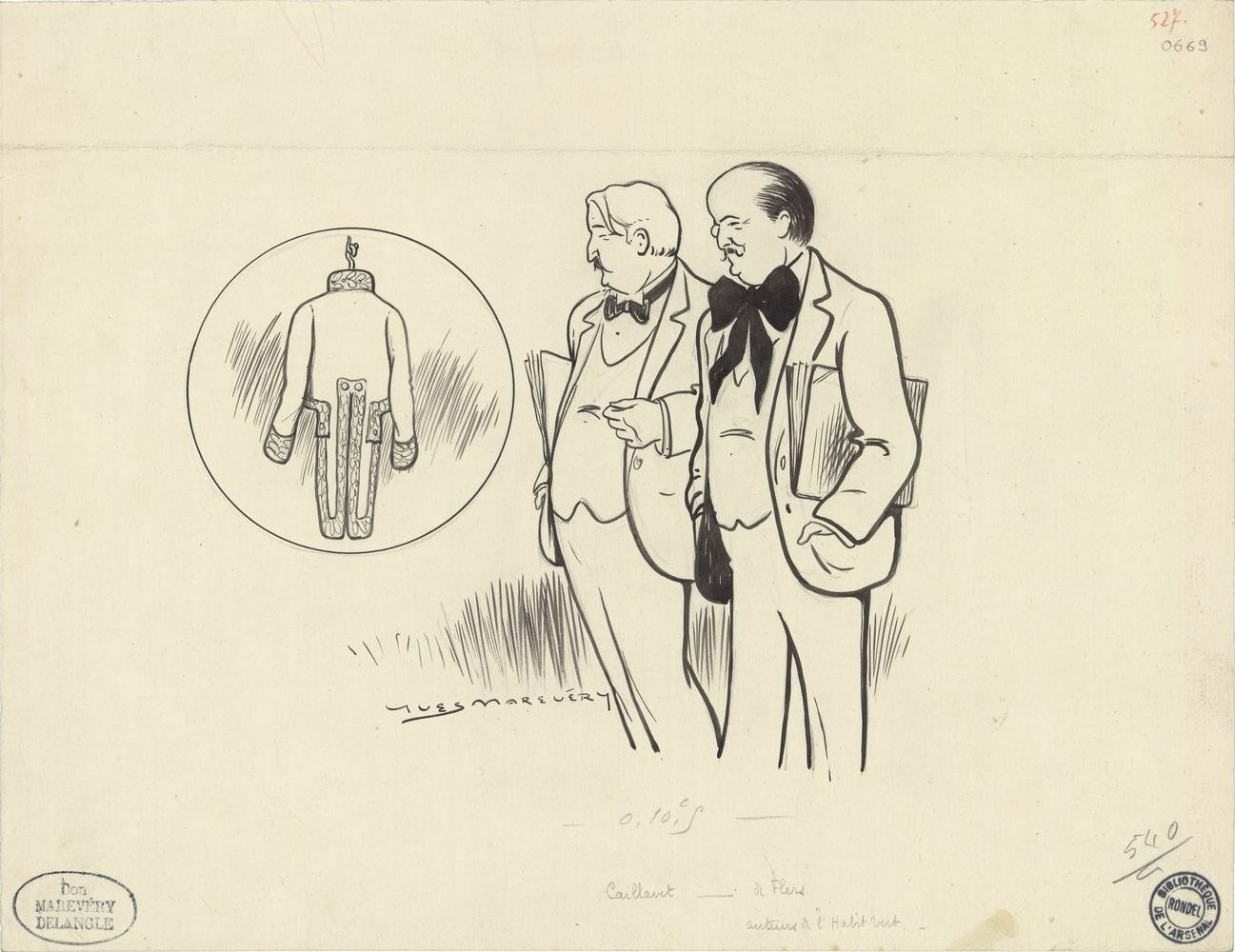
Gaston Arman de Caillavet et Robert de Flers, auteurs de la pièce de théâtre L'Habit vert, dessin de Yves Marevéry, 1912

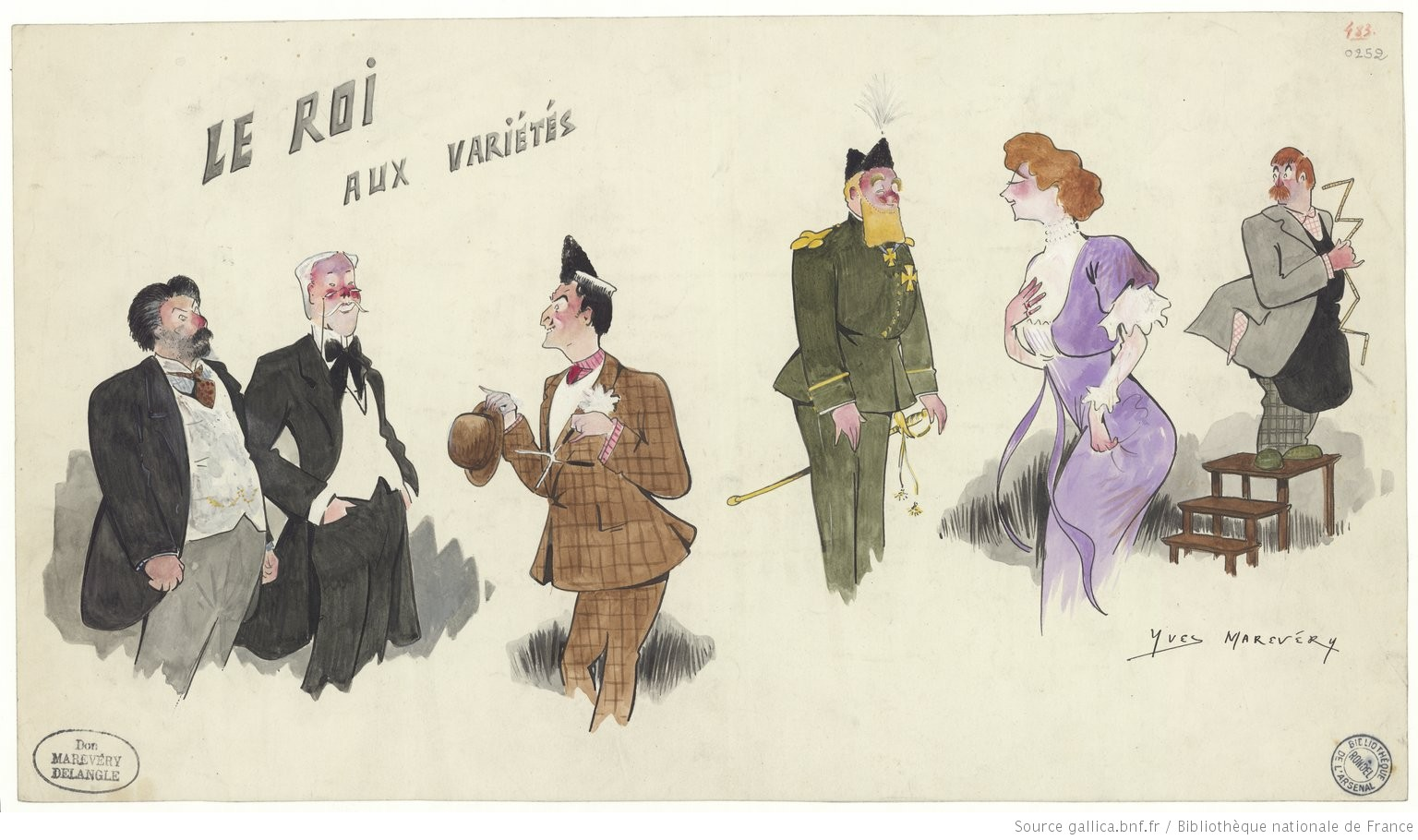
Le Roi, dessin de Yves Marevéry, 1908.

- Chants de mars et d'avril, aliénation mentale et musicale en deux actes et cinq clous (sic.), Théâtre des Folies-Miromesnil, 16 mai 1890 (non publié).
- Colombine, bluette en 1 acte et en vers, 17 mai 1890
- La Loi de l'ombre, revue d'ombres chinées, en 3 parties et 8 tableaux, avec Alphonse Franck, Boîte-à-musique, 7 mars 1897
- P'tit Loulou, comédie en 1 acte, Théâtre des Mathurins, 27 avril 1900
- Les Travaux d'Hercule, Opéra-bouffe en 3 actes, avec Robert de Flers, musique Claude Terrasse, Théâtre des Bouffes-Parisiens 7 mars 1901, Théâtre Femina 4 octobre 1913
- L'Instantané, vaudeville avec Hugues Le Roux, Théâtre des Bouffes-Parisiens, octobre 1901
- Chonchette, Opéra-bouffe en 1 acte, musique Claude Terrasse, Théâtre des Capucines, 11 avril 1902
- Le Cœur a ses raisons..., comédie en 1 acte, avec Robert de Flers, Paris, Théâtre de la Renaissance, 13 mai 1902
- Le Choix d'une carrière, vaudeville en 1 acte, Théâtre des Capucines, 10 octobre 1902
- Le Sire de Vergy, opéra bouffe en 3 actes, avec Robert de Flers, musique Claude Terrasse, Théâtre des Variétés, 15 avril 1903
- Les Sentiers de la vertu, comédie en 3 actes, avec Robert de Flers, Théâtre des Nouveautés 7 décembre 1903, Théâtre des Variétés 25 octobre 1919
- La Montansier, comédie historique en 4 actes et un prologue, avec Robert de Flers, Théâtre de la Gaîté, 24 mars 1904
- Monsieur de La Palisse, opéra-bouffe en 3 actes, avec Robert de Flers, musique Claude Terrasse, Théâtre des Variétés 2 novembre 1904, Théâtre de l'Apollo 24 janvier 1913
- L'Ange du foyer, comédie en 3 actes, avec Robert de Flers, Théâtre des Nouveautés, 19 mars 1905
- Vous allez tout savoir, revue inédite en 5 tableaux, avec Robert de Flers, 1905
- Paris, ou Le Bon Juge, opérette en 2 actes, avec Robert de Flers, Théâtre des Capucines, 1er mars 1906
- La Chance du mari, comédie en un acte, avec Robert de Flers, Théâtre des Variétés, 11 mars 1906, Théâtre du Gymnase, 16 mai 1906
- Miquette et sa mère, comédie en 3 actes, avec Robert de Flers, Théâtre des Variétés, 2 novembre 1906
- Fortunio, comédie lyrique en 4 actes et 5 tableaux, d'après Le Chandelier d'Alfred de Musset, avec Robert de Flers, musique André Messager, Opéra-Comique, 5 juin 1907
- L'Amour veille, comédie en 4 actes, avec Robert de Flers, Comédie-Française, 1er octobre 1907
- L'Éventail, comédie en 4 actes, avec Robert de Flers, Théâtre du Gymnase, 29 octobre 1907
- Le Roi, comédie en 4 actes, avec Robert de Flers et Emmanuel Arène, Théâtre des Variétés, 24 avril 1908
- L'Âne de Buridan, comédie en 3 actes, avec Robert de Flers, Théâtre du Gymnase, 19 février 1909
- Le Bois sacré, comédie en 3 actes, avec Robert de Flers, Théâtre des Variétés, 22 mars 1910
- La Vendetta, drame lyrique en 3 actes, avec Robert de Flers, d'après une nouvelle de Loriot-Lecaudey, musique Jean Nouguès, Opéra de Marseille, 27 janvier 1911
- Papa, comédie en 3 actes, avec Robert de Flers, Théâtre du Gymnase, 11 février 1911
- Primerose, comédie en 3 actes, avec Robert de Flers, Comédie-Française, 9 octobre 1911
- La Revue des X, revue en 25 tableaux, avec Romain Coolus, Francis de Croisset, Albert Guinon, Max Maurey, Jacques Richepin, Théâtre des Bouffes-Parisiens, 24 décembre 1911
- Le Comte de Luxembourg, opérette en 3 actes, livret Alfred Maria Willner et Robert Bodanzky, adaptation française Robert de Flers et G.-A. de Caillavet, musique Franz Lehár, Théâtre de l'Apollo, 13 mars 1912
- L'Habit vert, comédie en 4 actes, avec Robert de Flers, Théâtre des Variétés 16 novembre 1912, Théâtre de Chaillot octobre 1949
- Venise, comédie en 1 acte, avec Robert de Flers, Comédie-Française, 24 avril 1913
- La Belle Aventure, comédie en 3 actes, avec Robert de Flers et Étienne Rey, Paris, Théâtre du Vaudeville, 23 décembre 1913
- Béatrice, légende lyrique en 4 actes, d'après Charles Nodier, avec Robert de Flers, musique André Messager, 1914
- Monsieur Brotonneau, pièce en 3 actes, avec Robert de Flers, Théâtre de la Porte-Saint-Martin 8 avril 1914, Comédie-Française 19 mars 1923
- Cydalise et le Chèvre-pied, ballet en 2 actes et 3 tableaux, avec Robert de Flers, musique Gabriel Pierné, 1923
- Le Jardin du paradis, conte lyrique en 4 actes, d'après Hans Christian Andersen, avec Robert de Flers, musique Alfred Bruneau, Théâtre de l'Opéra, 31 octobre 1923
- Les Jeux de l'amour et du bridge saynète avec Robert de Flers, Réalisation radiophonique, 1935

## Adaptation au cinéma
- En 1915, Nino Oxilia réalise le film italien Papa (une adaptation de la pièce du même nom) avec Ruggero Ruggeri et Pina Menichelli.
- En 1932, Reinhold Schünzel réalise une version allemande Das Schöne Abenteuer puis avec Roger Le Bon, une version française La Belle Aventure (une adaptation de la pièce La Belle aventure), avec Jean Périer et Paule Andral.
- En 1932, Alexandre Ryder réalise le film français L'Âne de Buridan (une adaptation de la pièce du même nom) avec René Lefèvre, Mona Goya et Colette Darfeuil.
- En 1933, René Guissart réalise le film français Primerose (une adaptation de la pièce du même nom) avec Madeleine Renaud et Henri Rollan.
- En 1936, Pierre Colombier réalise le film français Le Roi (une adaptation de la pièce du même nom) avec Victor Francen, Raimu et Gaby Morlay.
- En 1937, Roger Richebé réalise le film français L'Habit vert (une adaptation de la pièce du même nom) avec Elvire Popesco et Meg Lemonnier.
- En 1937, Henry Roussel réalise le film français L'amour veille (une adaptation de la pièce du même nom) avec Henri Garat et Jacqueline Francell.
- En 1939, Léon Mathot réalise le film français Le Bois sacré (une adaptation de la pièce du même nom) avec Elvire Popesco et Gaby Morlay.
- 1939, Alexandre Esway réalise le film français Monsieur Brotonneau (une adaptation de la pièce du même nom) avec Raimu et Josette Day.
- 1942, Robert Péguy réalise un film français intitulé Dernière aventure (une adaptation de la pièce Papa), avec Jean-Max, Pierre Dux.
- 1949, Henri-Georges Clouzot réalise le film français Miquette et sa mère (une adaptation de la pièce du même nom) avec Danièle Delorme, Bourvil et Louis Jouvet.